# سانشو نونيز دي باربوسا
سانشو نونيز دي باربوسا هو سياسي برتغالي، ولد في 1070 في ثيلانوفا في إسبانيا، وتوفي بنفس المكان في 1130.